# سدهارث
سدهارث هو مغني وكاتب سيناريو وممثل هندي، ولد في 17 أبريل 1979 بتشيناي في الهند. من الجوائز التي نالها جائزة فيلم فير جنوب.

## أعمال

### أفلام
- (2006) رانج دي باسانتي[5]

## جوائز
- جائزة فيلم فير جنوب

## وصلات خارجية
- سدهارث على موقع IMDb (الإنجليزية)
- سدهارث على موقع ألو سيني (الفرنسية)
- سدهارث على موقع ميوزك برينز (الإنجليزية)
- سدهارث على موقع ميوزك برينز (الإنجليزية)
- سدهارث على موقع أول موفي (الإنجليزية)
- سدهارث على موقع قاعدة بيانات الفيلم (الإنجليزية)
- سدهارث على موقع كينوبويسك (الروسية)